# Mieszkowice (województwo opolskie)
Mieszkowice (niem. Dittmannsdorf, Dimarsdorf, cz. Dětmarovice, śl. Dytmarowice) – wieś w Polsce położona w województwie opolskim, w powiecie prudnickim, w gminie Prudnik. Historycznie leży na Górnym Śląsku, na ziemi prudnickiej. Położona jest na terenie Wysoczyzny Bialskiej, będącej częścią Niziny Śląskiej. Przepływa przez nią rzeka Ścinawa Niemodlińska.
W latach 1975–1998 miejscowość administracyjnie należała do ówczesnego województwa opolskiego.
Według danych na 2011 wieś była zamieszkana przez 451 osób.

## Geografia

### Położenie
Wieś jest położona w południowo-zachodniej Polsce, w województwie opolskim, około 12 km od granicy z Czechami, na Wysoczyźnie Bialskiej, tuż przy granicy gminy Prudnik z gminą Korfantów. Należy do Euroregionu Pradziad. Przez granice administracyjne wsi przepływa rzeka Ścinawa Niemodlińska. Leży na wysokości 250–306 m n.p.m., na obszarze 815,44 ha. Jest to ulicówka. Leży na terenie Nadleśnictwa Prudnik (obręb Prudnik).

### Środowisko naturalne
W Mieszkowicach panuje klimat umiarkowany ciepły. Średnia temperatura roczna wynosi +7,8 °C. Duże zróżnicowanie dotyczy termicznych pór roku. Średnie roczne opady atmosferyczne w rejonie Mieszkowic wynoszą 620 mm. Dominują wiatry zachodnie.

## Nazwa
W 1337 wieś odnotowana pod nazwą Dithmersdorf. W łacińskiej księdze Liber fundationis episcopatus Vratislaviensis (Księga uposażeń biskupstwa wrocławskiego) spisanej za czasów biskupa Henryka z Wierzbna w latach 1295–1305 miejscowość wymieniona jest w zlatynizowanej formie Dithmari villa. W późniejszych źródłach funkcjonująca aż do 1945 nazwa Dittmansdorf. Nazwa wsi miała wywodzić się od imienia jej założyciela, czyli rycerza Dithmara. Po przejęciu przez administrację polską w 1945 całkowicie zmieniono nazwę wsi. W Spisie miejscowości województwa śląsko-dąbrowskiego łącznie z obszarem ziem odzyskanych Śląska Opolskiego wydanym w Katowicach w 1946 wieś wymieniona jest pod polską nazwą Maciejowice. 15 marca 1947 r. nadano miejscowości nazwę Mieszkowice. Nazwę zaczerpnięto od formy osobowej „Mieszko”, „Mieszek”, czyli imienia pierwszego historycznego władcy Polski – Mieszka I.

## Historia

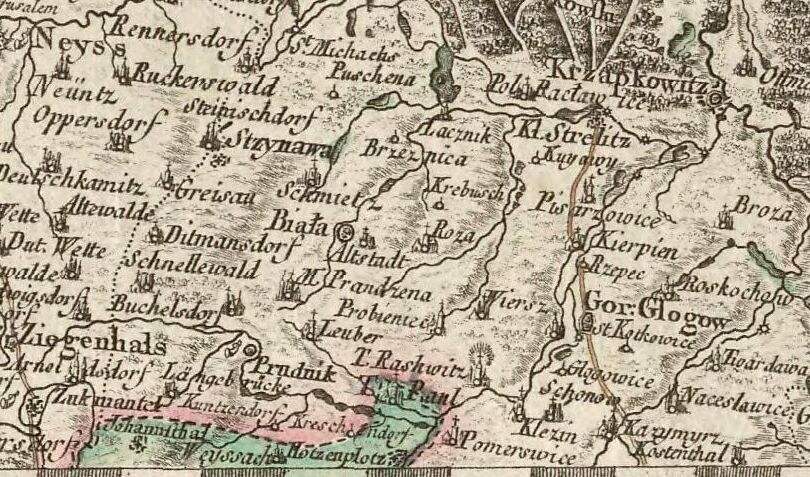
Mieszkowice (Ditmansdorf) wśród miejscowości ziemi prudnickiej na polskojęzycznej mapie z 1772

Wieś została założona na przełomie XIII i XIV wieku. Pierwsza wzmianka o niej pochodzi z pierwszej połowy XIV wieku. Jej założycielem był rycerz Dithmar. Była zasiedlona przez kolonistów niemieckich, o czym świadczą imiona jej późniejszych mieszkańców. Mieszkowice przynależały do księstwa niemodlińskiego, a później księstwa opolskiego. W 1447 właścicielem wsi był Jakubek Brzezowicz (Brziazowicz), a od 1492 jego brat Krzysztof. W dokumencie z 1463 występuje Hans Maltzer – właściciel lasu w Mieszkowicach. Z 1464 po raz pierwszy wzmiankowany był katolicki kościół pod wezwaniem św. Jerzego w Mieszkowicach, który stanowił samodzielną parafię. Pod koniec XV wieku, zgodnie z powinnościami książęcymi, mieszkańcy wsi dostarczali na zamek w Prudniku 8 fur siana.
Według urbarza zamkowego Prudnika z 1534, mieszkańcy Mieszkowic byli zobowiązani płacić daninę księciu oraz właścicielowi zamku w Prudniku. Oddawali także dziesięcinę proboszczowi. Część wsi należała do Georga von Lindewiesa. W 1561 właścicielem Mieszkowic została Rada Miejska Prudnika. W 1586 został zbudowany obecny kościół św. Jerzego, wówczas jako protestancki zbór (przejęty przez katolików w 1629). Pomimo kontrreformacji, Mieszkowice wraz z Szybowicami stanowiły najsilniejsze ośrodki protestantyzmu w okolicy.

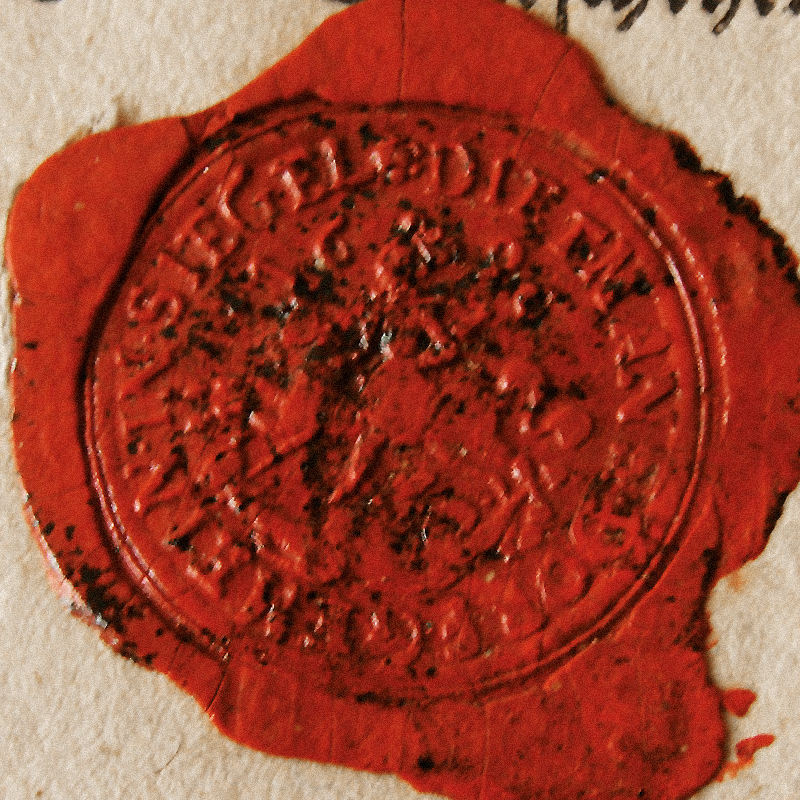
Pieczęć Mieszkowic (1722)

13 marca 1598 Prudnik był zmuszony odsprzedać Mieszkowice, Rudziczkę i Włókna Joachimowi Mettichowi, panu na zamku w Łące Prudnickiej. Joachim Mettich uzyskał w 1606 prawo do warzenia piwa w Mieszkowicach, a Martin Kruschem przywilej wódczany. Pomimo przynależności do rodziny Mettichów, mieszkańcy Mieszkowic jeszcze w 1633 byli zobowiązani czyścić prudnickie rowy zamkowe za posiłek i odprowadzać dziesięcinę biskupom nyskim. Do 1742 wieś należała do powiatu sądowego prudnickiego w Monarchii Habsburgów. Po I wojnie śląskiej znalazła się w granicach Królestwa Prus i weszła w skład powiatu prudnickiego w prowincji Śląsk. Friedrich Albert Zimmermann w 1784 notował, że w Mieszkowicach odbywała się uprawa lnu. W 1821, na krótki okres Mieszkowice stały się własnością generałowej Colomb i Johanna Karla von Siedlnitzkiego herbu Odrowąż. Po uwłaszczeniu chłopów w Prusach w połowie XIX wieku stopniowo zanikła własność panów na zamku w Łące Prudnickiej wobec Mieszkowic – w ich rękach pozostał jedynie folwark. W XIX wieku Mieszkowice zostały dotknięte przez epidemię cholery, głód z powodu nieurodzaju ziemniaków, powodzie i susze. Wiele osób zmarło, niektórzy przeprowadzili się do Prudnika lub Nysy w poszukiwaniu pracy.
11 stycznia 1824 roku w Mieszkowicach urodził się ksiądz Jan Schneider, który był założycielem Zgromadzenia Sióstr Maryi Niepokalanej. Obecnie w Mieszkowicach, w miejscu w którym stał dom rodzinny księdza Schneidera jest kapliczka z Maryją Niepokalaną, upamiętniająca założyciela Zakonu. Wieś posiadała swoją własną pieczęć, która przedstawiała w polu rycerza na koniu walczącego ze smokiem (św. Jerzy), a w otoku napis: GEM · SIEG · DITTMANSDORF / NEUSTAEDTER KREIS (pol. Gmina Mieszkowice / Powiat Prudnicki).

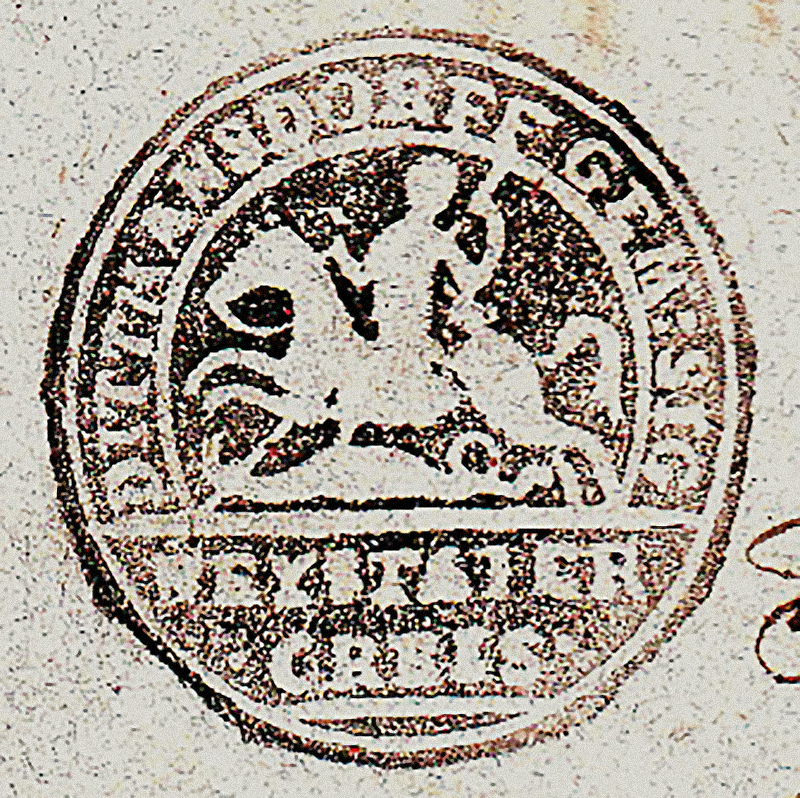
Pieczęć Mieszkowic (1847)

Szkoła w Mieszkowicach powstała w 1840 roku jako obiekt jednopiętrowy. Drugie piętro dobudowano w 1935. 5 stycznia 1910 został poświęcony kościół ewangelicki w Mieszkowicach. Według spisu ludności z 1 grudnia 1910, na 961 mieszkańców Mieszkowic 951 posługiwało się językiem niemieckim, 9 językiem polskim, a 1 był dwujęzyczny. Po I wojnie światowej we wsi, obok kościoła ewangelickiego, powstał pomnik upamiętniający mieszkańców wsi, którzy zginęli podczas niej. Wówczas właścicielem największego gospodarstwa rolnego – folwarku w Mieszkowicach, był Rudolf von Rudzinski-Rudno. W skład gospodarstwa wchodziły zabudowania folwarczne (stajnia, spichlerz, stodoła, oficyna mieszkalna) oraz 145 hektarów ziemi. W 1921 w zasięgu plebiscytu na Górnym Śląsku znalazła się tylko część powiatu prudnickiego. Mieszkowice znalazły się po stronie zachodniej, poza terenem plebiscytowym.

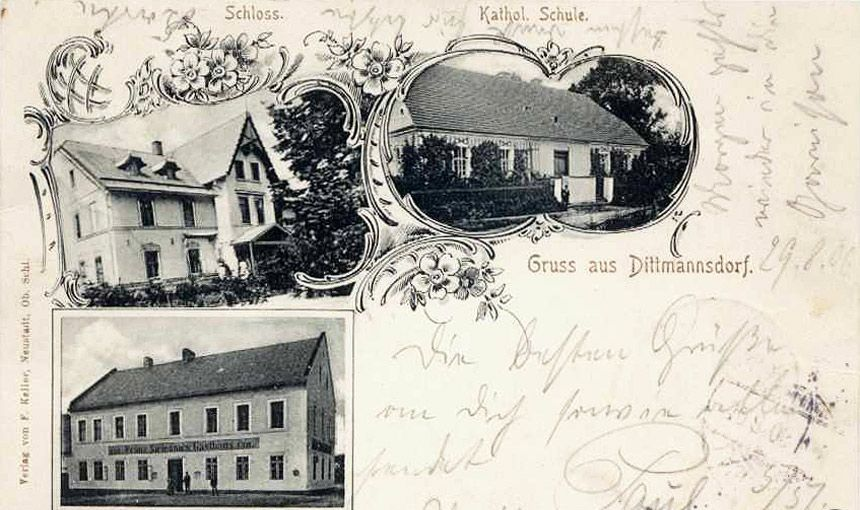
Pocztówka z Mieszkowic (1906)

Podczas II wojny światowej w gospodarstwach rolnych na terenie Mieszkowic przebywała liczna grupa robotników przymusowych z Polski, Związku Radzieckiego i Jugosławii. W czasie walk w rejonie Prudnika w marcu 1945 wieś została zajęta bez walki przez Armię Czerwoną. Zbudowany wokół wsi polowy system umocnień nie powstrzymał radzieckiej ofensywy. W wyniku działań wojennych ucierpiała górna część Mieszkowic od strony Szybowic i Lasu Lipowskiego. Kościoły katolicki i ewangelicki zostały ostrzelane ogniem karabinowym i artyleryjskim. Większość niemieckich mieszkańców wsi zdołała uciec w kierunku Charbielina i Głuchołaz. Wojna, wybuch we wsi epidemii tyfusu i głód spowodowały śmierć wielu mieszkańców.
Od marca do maja 1945 powiat prudnicki znajdował się pod kontrolą radzieckiej komendantury wojskowej. 11 maja 1945 polska administracja przejęła władzę cywilną w powiecie prudnickim. Wówczas w Mieszkowicach została osiedlona część polskich repatriantów z Kresów Wschodnich – z Podhajczyk i Ottyni. Niemieckojęzyczna ludność została wysiedlona na zachód 1 lipca 1946.
W latach 1945–1950 Mieszkowice należały do województwa śląskiego, a od 1950 do województwa opolskiego. W latach 1945–1954 wieś należała do gminy Rudziczka, a w latach 1954–1972 do gromady Rudziczka.
W 1949 we wsi znajdowały się między innymi: szkoła podstawowa prowadzona przez Inspektorat Szkolny w Prudniku, stolarz. W pierwszych latach powojennych większość mieszkańców wsi było zwolennikami mikołajczykowskiego Polskiego Stronnictwa Ludowego. Wielu mieszkańców współpracowało z antykomunistyczną Krajową Armią Podziemną. 2 marca 1952 oddziały UB aresztowały podejrzanych o działalność konspiracyjną mieszkańców Mieszkowic i Szybowic. W latach 1964–1968 rozebrany został kościół ewangelicki. Na jego miejscu postawiono oryginalny krzyż z jego wieży. W 2010 Mieszkowice przystąpiły do Programu Odnowy Wsi Opolskiej.
Podczas powodzi we wrześniu 2024 w Mieszkowicach doszło do podtopień i zalania posesji.

## Mieszkańcy
Miejscowość zamieszkiwana jest przez ludność napływową, przybyłą na Śląsk z Kresów Wschodnich po 1945 w wyniku przymusowych przesiedleń ludności polskiej.

### Liczba mieszkańców wsi
- 1534 – 17[16]
- 1596 – 29[17]
- 1793 – 406[37]
- 1825 – 1082[18]
- 1861 – 1290[18]
- 1871 – 1236[38]
- 1885 – 1141[39]
- 1905 – 968[40]
- 1910 – 939[41]
- 1933 – 866[42]
- 1939 – 816[42]
- 1966 – 624[43]
- 1998 – 538[7]
- 2002 – 459[7]
- 2009 – 459[7]
- 2011 – 451[7]
- 2013 – 450[44]

## Zabytki
Do wojewódzkiego rejestru zabytków wpisane są:
- kościół fil. pw. św. Jerzego, z 1586 r., 1859 r., wypisany z księgi rejestru,
- folwark, z poł. XIX w.:,
  - oficyna,
  - stodoła (nie istnieje),
  - spichlerz (nie istnieje).

Zgodnie z gminną ewidencją zabytków w Mieszkowicach chronione są ponadto:
- ogrodzenie kościoła z reliktami cmentarza
- cmentarz ewangelicko-augsburski
- szkoła, nr 126
- gospoda, nr 28
- domy, nr: 2, 7, 9, 10, 13, 15, 21, 23, 23a, 25, 31a, 32, 33, 34, 35, 38, 40, 43, 47, 48, 49, 51, 54, 55, 57, 58, 60, 63, 65, 66, 71, 77, 77a, 78, 79, 82, 87, 88, 95, 100, 102, 105, 108, 112, 113, 114, 115a, 117, 118, 119, 119a, 120, 121, 122, 124, 125, 126, 127, 129, 130, 134, 134a, 135, 137, 137a, 138, 142, 146, 147, 147a, 149, 149a, 150, 151, 155, 157, 157a, 158, 159, 161, 163, 168, 169, 170, 171a, 172
- dom mieszkalny – gospoda, nr 6
- spichlerze, nr: 122, 129
- zagrody, nr: 8, 16, 23, 24, 67, 80, 81, 83, 140, 144, 167, 171
- stodoły, nr: 48, 54, 74, 77a, 79, 121, 125, 130, 157
- budynki gospodarcze, nr: 8, 63, 116, 117, 122, 151
- zagroda, nr 165
  - dom
  - budynek gospodarczy
  - stodoła
- trafostacja obok domu nr 114
- trafostacja obok domu nr 157
- przepust wodny obok domu nr 141

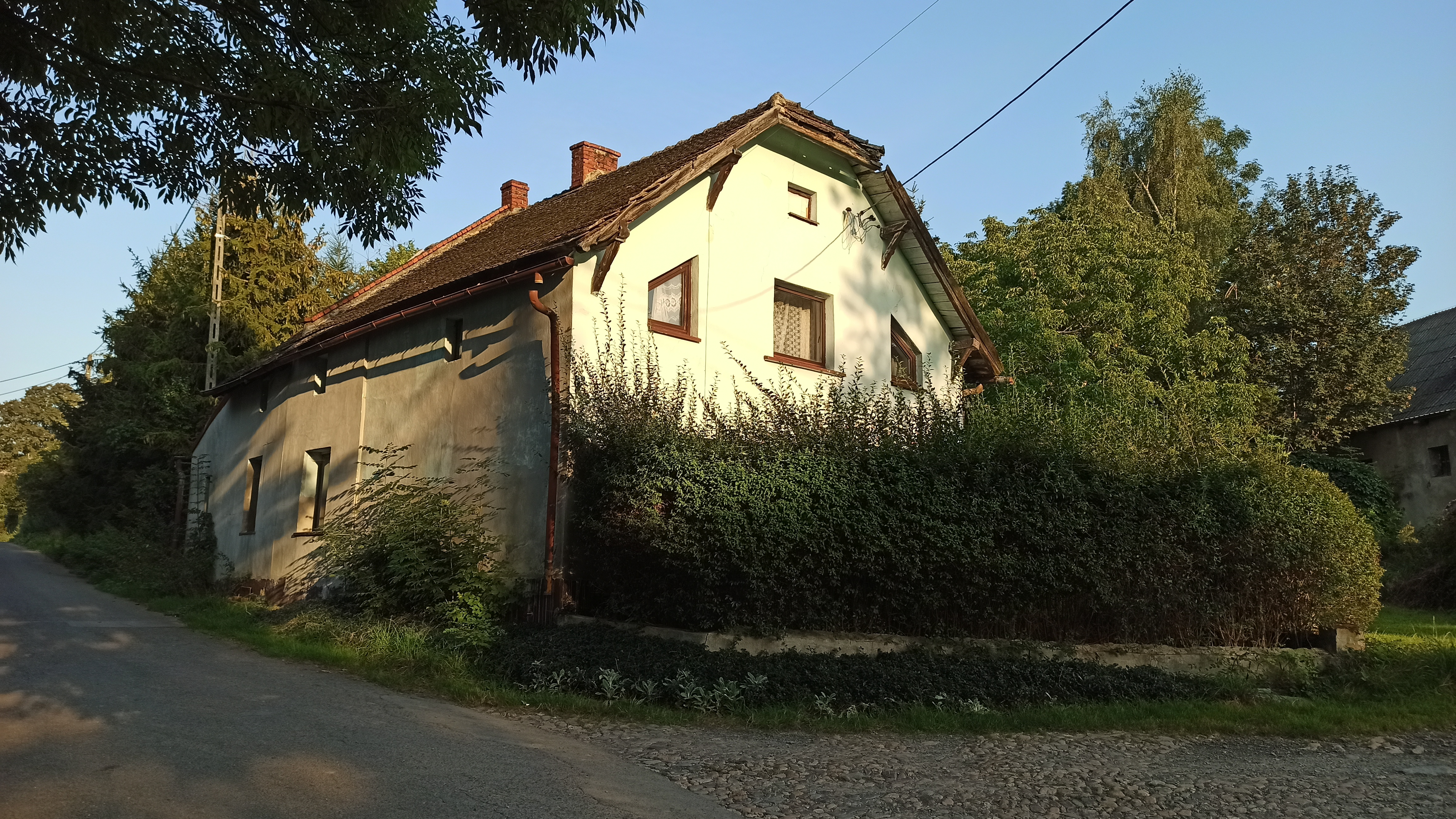
Oficyna folwarku
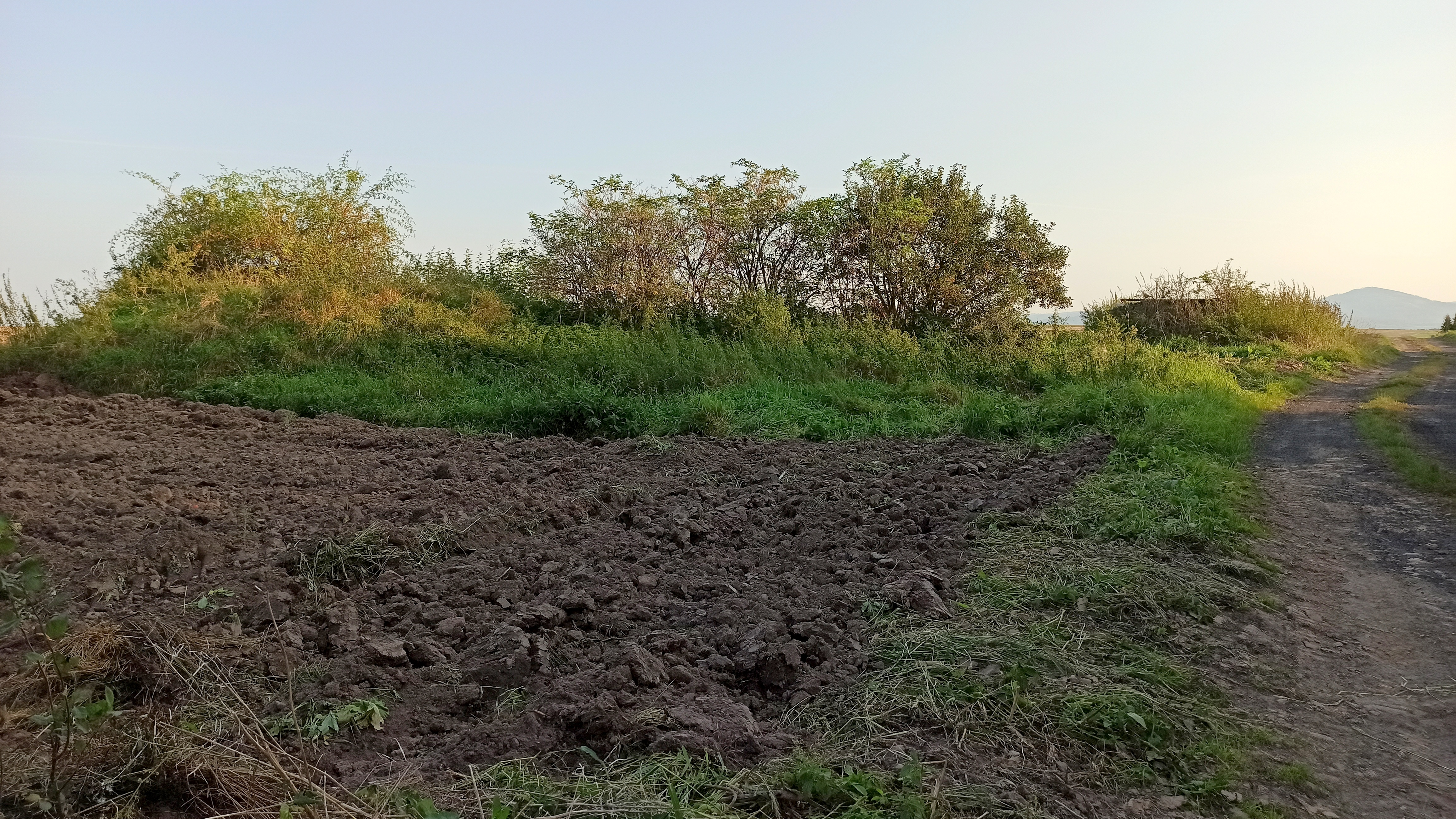
Miejsce, w którym stała stodoła folwarku
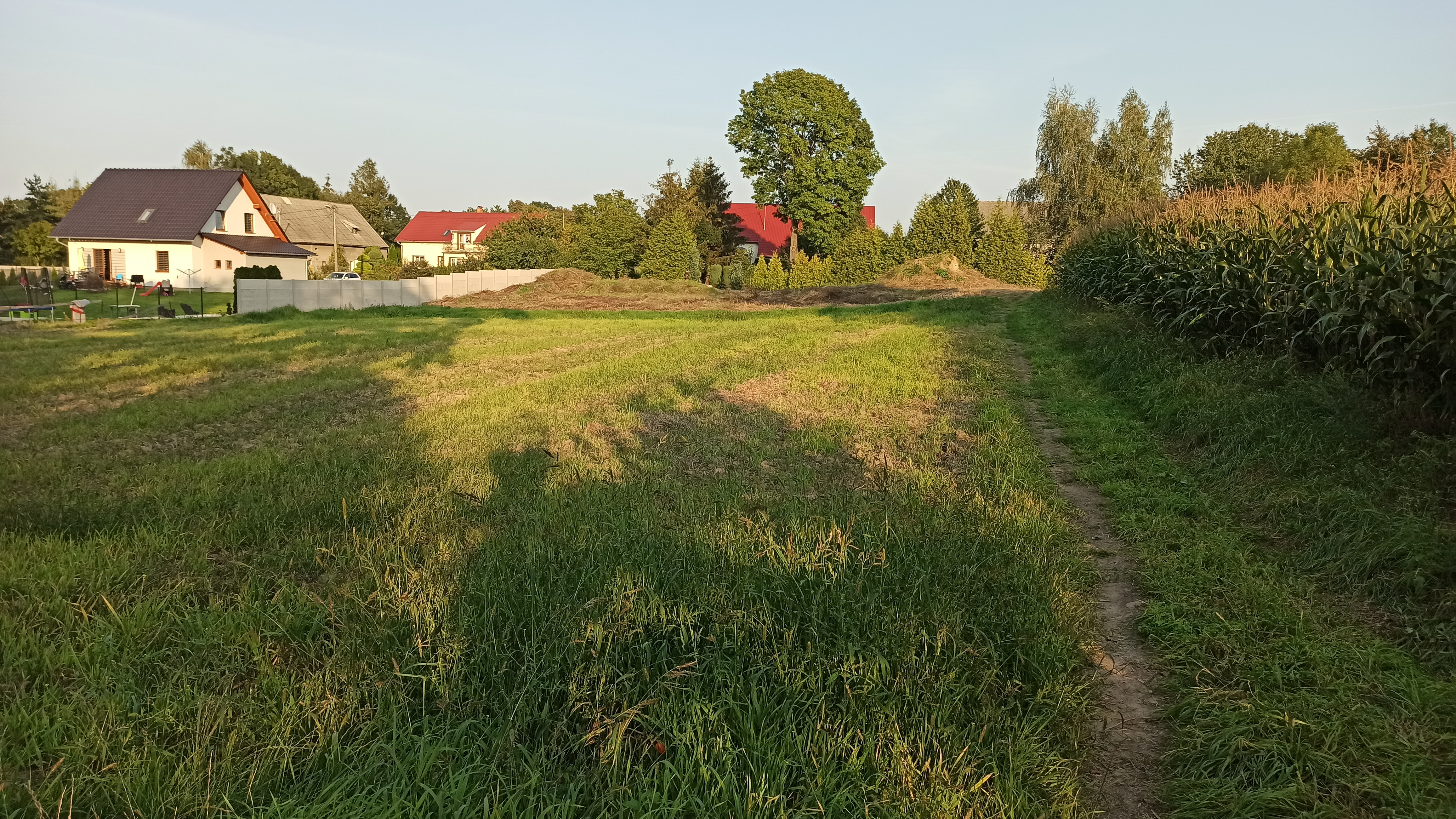
Miejsce, w którym stał spichlerz folwarku
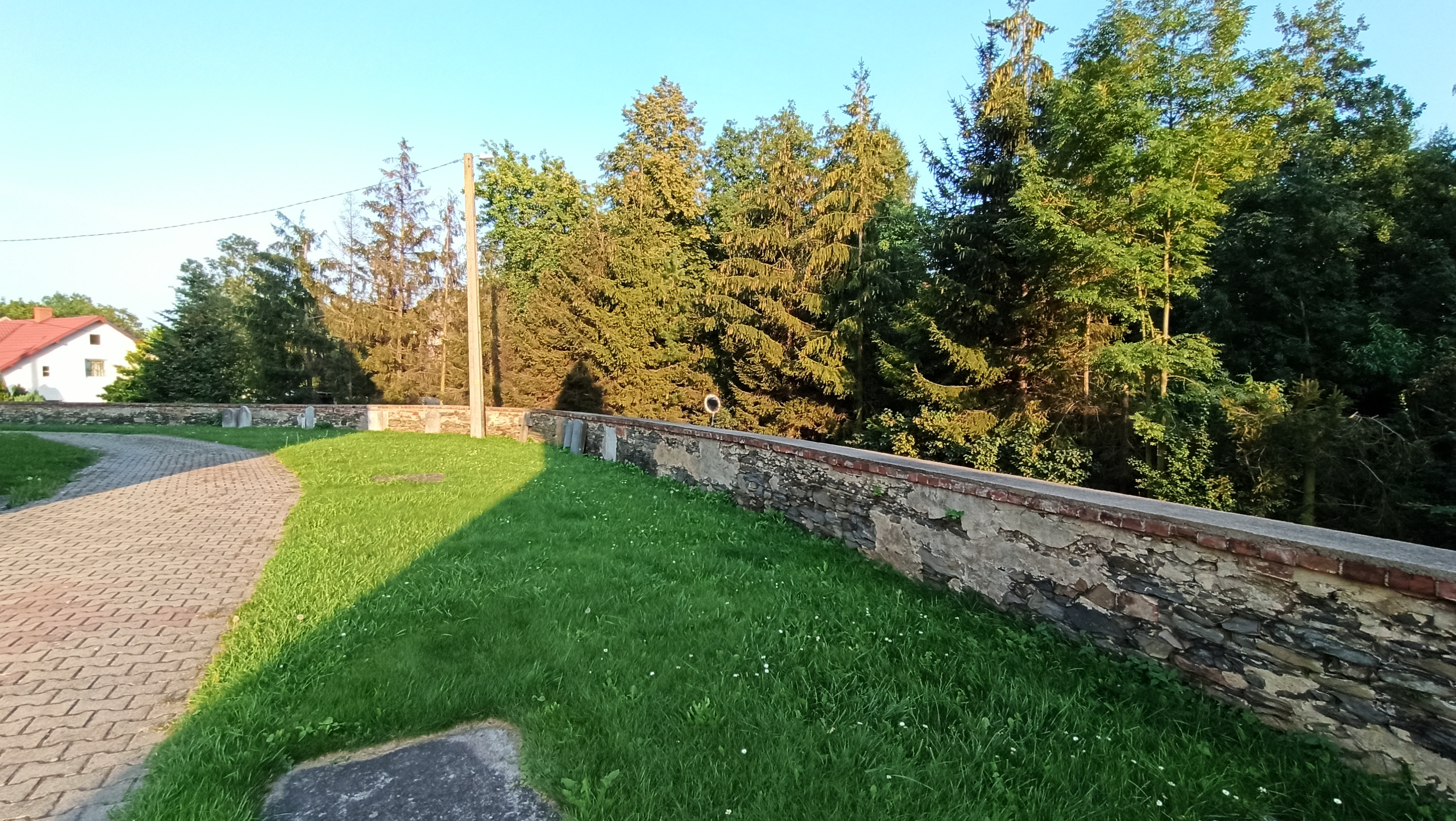
Ogrodzenie kościoła
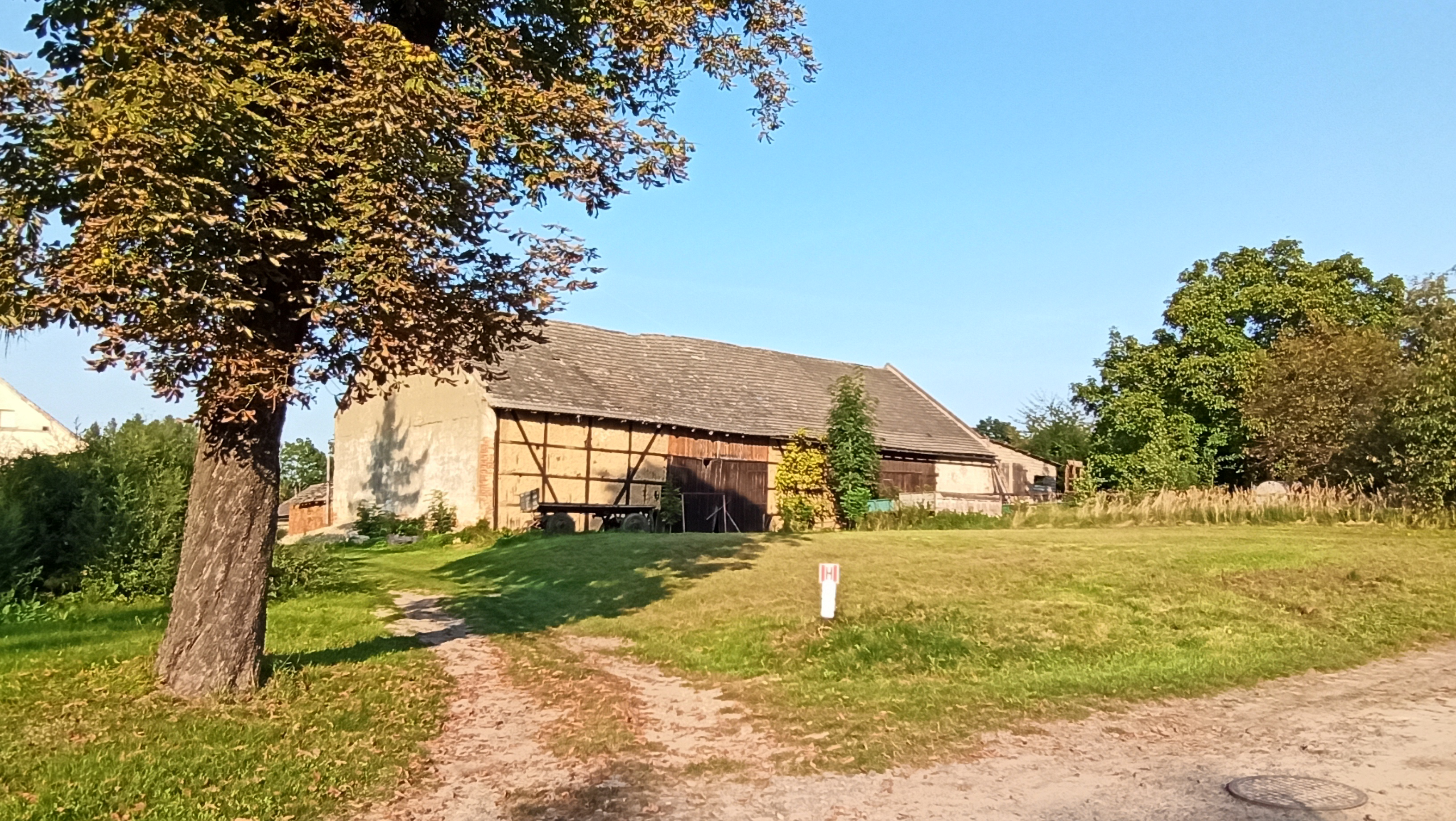
Stodoła, nr 54

## Pomniki i obiekty upamiętniające
- Krzyż w miejscu dawnego ewangelickiego kościoła – krzyż z wieży kościoła ewangelickiego w Mieszkowicach, ustawiony w miejscu kościoła po jego rozebraniu w 1968. W latach 80. XX wieku, wbrew sprzeciwowi władz, na krzyżu umieszczono tabliczkę z informacją o jego pochodzeniu w języku polskim i niemieckim[47].

## Gospodarka
Wieś ma charakter rolniczy. Indywidualni rolnicy uprawiają głównie pszenicę, buraki cukrowe i rzepaku.
W czerwcu 2025 na obszarze 900 ha między wsiami Szybowice, Rudziczka i Mieszkowice powstała Farma Wiatrowa Szybowice. Inwestorem była spółka Energa Green Development, należąca do grupy kapitałowej Orlen.
Mieszkowice wraz z całą gminą Prudnik podlegają pod inspektorat ZUS w Prudniku.

## Transport

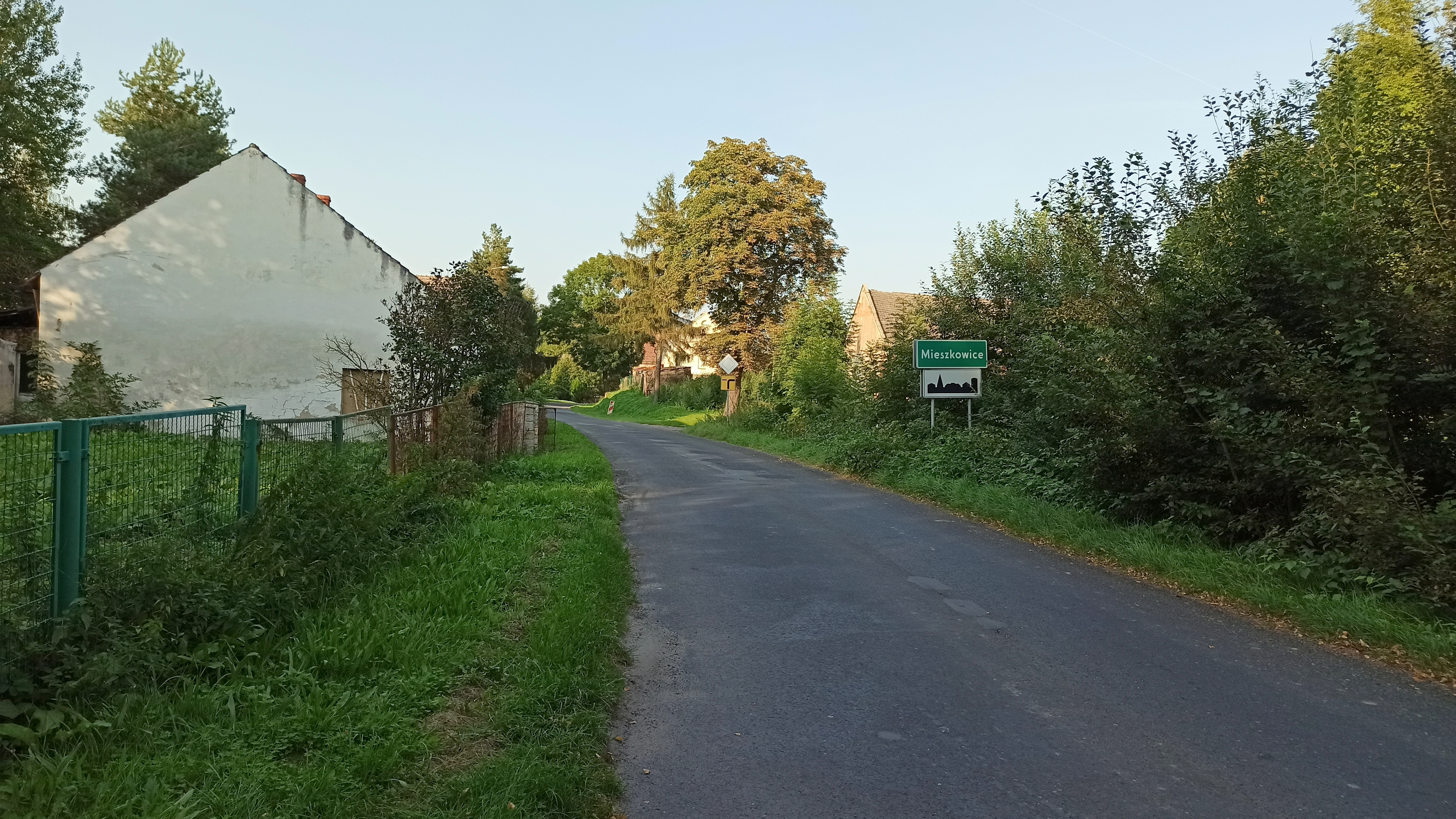
Wjazd do Mieszkowic od strony Szybowic

W zarządzie Wydziału Drogownictwa Starostwa Powiatowego w Prudniku znajduje się droga powiatowa nr 1611O relacji Wierzbiec – Szybowice – Mieszkowice – Rudziczka.
Mieszkowice posiadają połączenia autobusowe z Piorunkowicami, Prudnikiem, Przydrożem Małym, Ścinawą Małą. We wsi znajdują się cztery przystanki autobusowe – „Mieszkowice I”, „Mieszkowice II”, „Mieszkowice III”, „Pętla”.
Transport autobusowy w Mieszkowicach obsługiwany był przez PKS Prudnik. W 2004 prudnicki PKS został sprywatyzowany z udziałem Connex Polska. W 2008, w wyniku połączenia spółek PKS Connex Prudnik i PKS Connex Kędzierzyn-Koźle, utworzona została spółka Veolia Transport Opolszczyzna, w 2013 przejęta przez Arriva Bus Transport Polska. W 2019 Arriva wycofała się z Prudnika. Wówczas organizacją przewozów pasażerskich w Mieszkowicach i okolicy zajęły się ościenne PKS-y. W grudniu 2021 powołano Powiatowo-Gminny Związek Transportu „Pogranicze”, mający na celu poprawę jakości transportu.

## Oświata

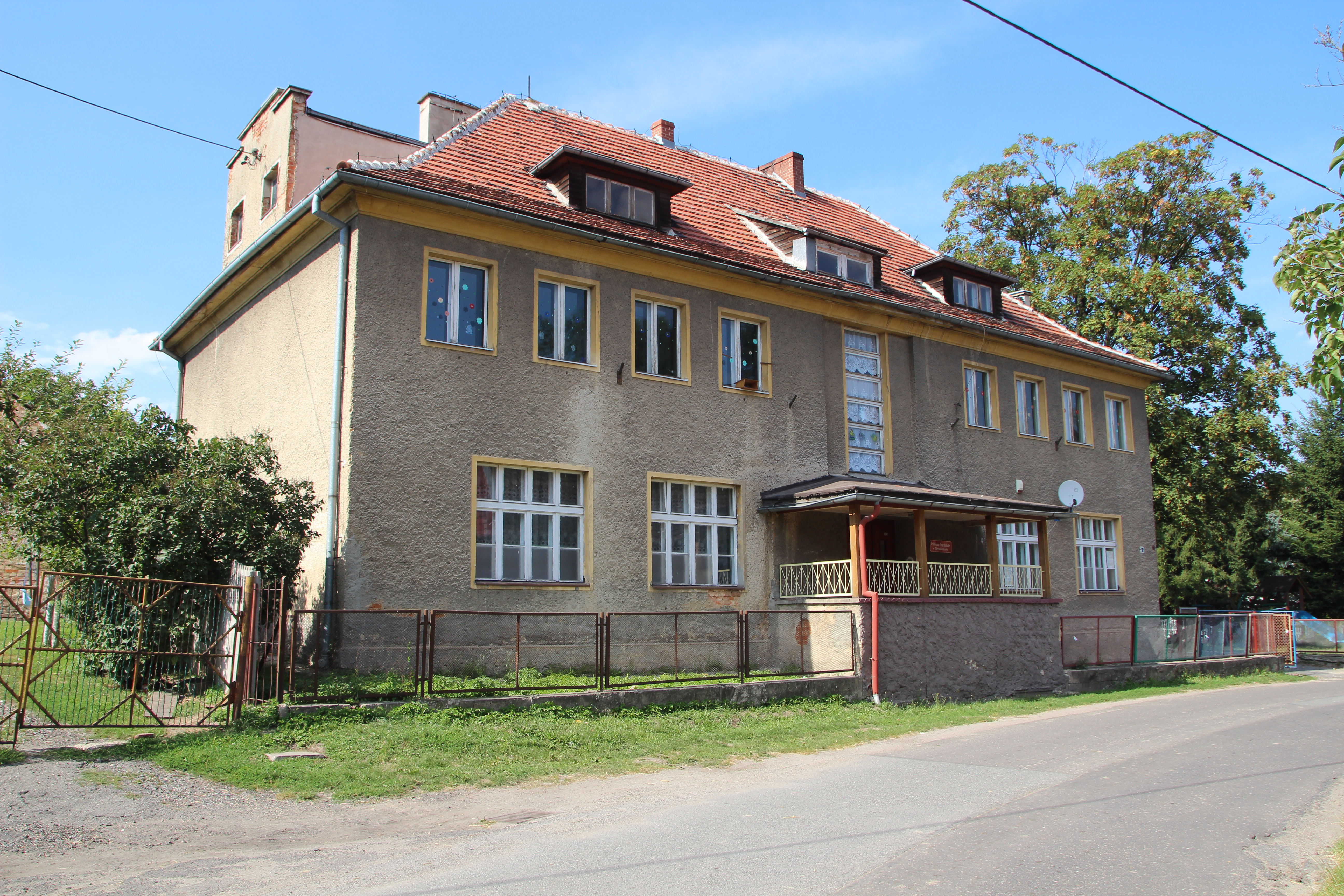
Publiczne przedszkole

W Mieszkowicach znajduje się Publiczne Przedszkole.

## Kultura
We wsi działa Wiejski Dom Kultury, będący placówką kulturalno-oświatową. Kierownik WDK we współpracy z Radą Sołecką organizuje dla miejscowych dzieci zimowiska, półkolonie i imprezy okolicznościowe.

## Religia

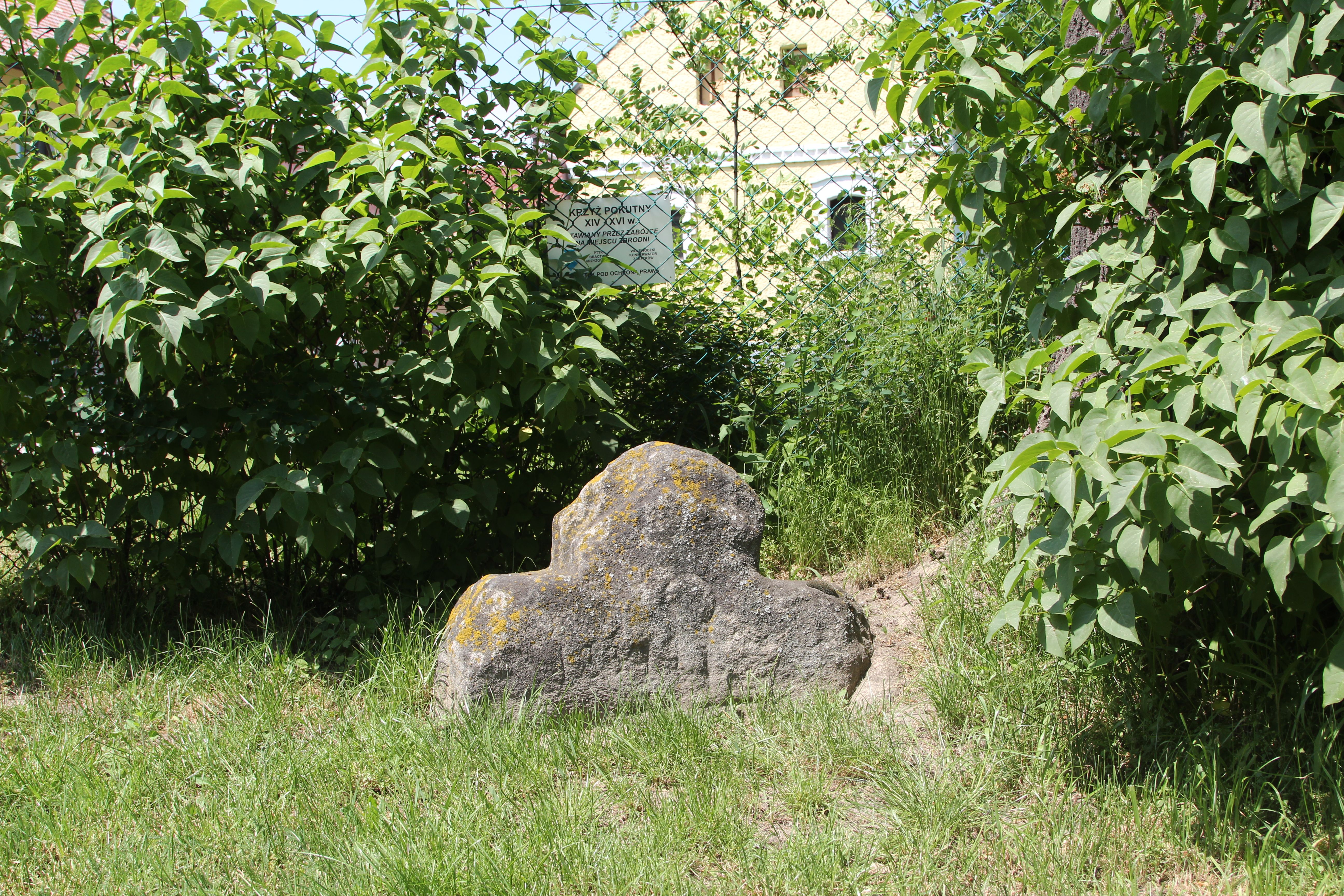
Krzyż pokutny w Mieszkowicach

W Mieszkowicach znajduje się katolicki kościół św. Jerzego, który należy do parafii św. Michała Archanioła w Szybowicach (dekanat Prudnik). Pośrodku wsi, przy płocie jednego z gospodarstw, znajduje się częściowo wkopany w ziemię krzyż pokutny typu łacińskiego, wykonany z piaskowca. Jest na nim wyryty miecz, a obok niezbyt czytelna i zapewne późniejsza data – 1837. Istnieje kilka wersji przyczyny jego powstania. Według jednej z nich, w czasie wojny trzydziestoletniej dwóch oficerów zakochało się w córce właściciela majątku – barona d'Ungera. Stoczyli oni pojedynek, w którym jeden z nich poległ, a drugi z rozpaczy wbił sobie szpadę w serce. Inna wersja historii powiada, że ok. 1740 przywódca buntu chłopskiego Bekisz (Bukisz), zabił tu pruskiego oficera. Kolejna wersja mówi, że krzyż wykuł ojciec dwójki dzieci, który poćwiartował jedno z nich.

## Sport
W Mieszkowicach działa klub sportowy LZS Mieszkowice.

## Turystyka
Oddział PTTK „Sudetów Wschodnich” w Prudniku ustanowił turystyczną Odznakę Krajoznawczą Ziemi Prudnickiej, którą zdobywa się poprzez zwiedzenie odpowiedniej liczby obiektów w miejscowościach położonych na ziemi prudnickiej, w tym w Mieszkowicach.

## Bezpieczeństwo

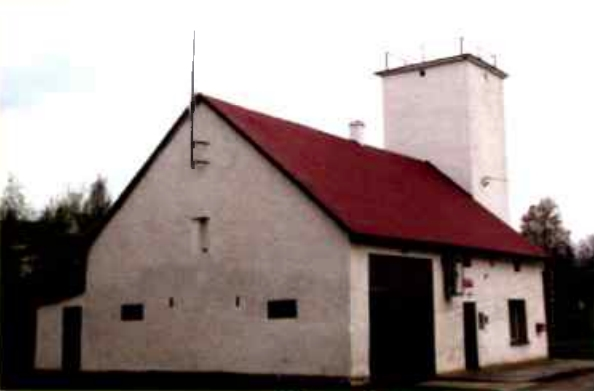
Remiza OSP Mieszkowice

W zakresie ochrony przeciwpożarowej oraz innych miejscowych zagrożeń w Mieszkowicach działa jednostka Ochotniczej Straży Pożarnej, zrzeszona w Związku Ochotniczych Straży Pożarnych RP w Prudniku.
Miejscowość jest pod opieką dzielnicowego rejonu służbowego nr 7 Komendy Powiatowej Policji w Prudniku.
Teren wsi, jak i całej gminy Prudnik, położony jest w strefie nadgranicznej w związku z czym Straż Graniczna dysponuje, na tym obszarze, specjalnymi kompetencjami w zakresie bezpieczeństwa. Gminę Prudnik obejmuje zasięgiem służbowym placówka Straży Granicznej w Opolu ze Śląskiego Oddziału SG.

## Ludzie związani z Mieszkowicami
- Johann Schneider (1824–1876) – ksiądz katolicki, Sługa Boży, urodzony w Mieszkowicach
- Ludwik Rutyna (1917–2010) – ksiądz katolicki, działacz kresowy, proboszcz w Mieszkowicach
- Edward Cybulka (ur. 1950) – samorządowiec i menedżer, starosta powiatu prudnickiego, urodzony w Mieszkowicach
- Michał Szepelawy (1951–2014) – profesor nadzwyczajny, urodzony w Mieszkowicach